# 에베노스
에베노스(Evenus)는 그리스 신화에 나오는 군신 아레스의 아들이다. 어머니는 데모니케이다. 에베노스에게는 마르페사라는 아리따운 딸이 있어 청혼하는 남자들이 많았다. 피사의 왕 오이노마오스가 딸 히포다메이아를 두고 했던 것처럼, 에베노스도 자신과 전차 경주를 벌여 이기는 자에게 결혼을 허락하겠노라고 공표하였다. 에베노스는 포세이돈으로부터 날개 달린 말이 끄는 전차를 받은 이다스와 경주를 벌여 지고 말았다. 에베노스는 마르페사를 빼앗기기 싫어 딸을 싣고 가는 이다스의 전차를 쫓아갔느나 따라잡을 수 없었다. 절망한 에베노스는 리코르마스 강에 몸을 던져 죽고 말았다. 이로부터 이 강의 이름을 에베노스라고 부르게 되었다고 한다.